# نائب رئيس المفوضية الأوروبية
نائب رئيس المفوضية الأوروبية هو عضو في المفوضية الأوروبية يقود عمل المفوضية في مجالات تركيز خاصة يشارك فيها العديد من المفوضين الأوروبيين. تضم المفوضية الأوروبية حالياً ثمانية نواب للرئيس.

## الأدوار والمنافع
قد يُمنح دور نائب رئيس المفوضية الأوروبية لأي مفوض أوروبي بالإضافة إلى حقيبته الحالية.
منذ دخول معاهدة لشبونة عام 2009 حيز التنفيذ، أصبح الممثل السامي للاتحاد للشؤون الخارجية والسياسة الأمنية بحكم منصبه أحد نواب الرئيس. يتم تعيين نواب الرئيس الآخرين وفقًا لتقدير رئيس المفوضية.
يتم تحديد رواتب المفوضين كنسبة مئوية من أعلى درجة خدمة مدنية. يحصل نواب الرئيس على 125٪ (22،122.10 يورو شهريًا) ، مقارنة بـ 112.5٪ (19،909.89 يورو) للمفوضين العاديين و 138٪ (24،422.80 يورو) للرئيس. ومع ذلك، فإن نائب الرئيس الذي يشغل أيضًا منصب ممثل أعلى يتقاضى راتبه بنسبة 130٪ (23،006.98 يورو). هناك بدلات أخرى إضافية على هذه الأرقام.

## النواب الحاليون
نواب رئيس المفوضية الأوروبية حالياً هم:
| الاسم              | الصورة | تاريخ تولي المنصب            | الدولة         | الحزب الوطني | الحزب الوطني              | الحزب الأوروبي | الحزب الأوروبي |
| ------------------ | ------ | ---------------------------- | -------------- | ------------ | ------------------------- | -------------- | -------------- |
| فرانس تيمرمانز     |        | 1 تشرين الثاني / نوفمبر 2014 | هولندا         |              | حزب العمل                 |                | PES            |
| مارغريت فيستاجر    |        | 1 كانون الأول / ديسمبر 2019  | الدنمارك       |              | الحزب الليبرالي الاجتماعي |                | RE             |
| فالديس دومبروفسكيس |        | 1 كانون الأول / ديسمبر 2019  | لاتفيا         |              | الوحدة ‏                   |                | EPP            |
| جوزيب بوريل        |        | 1 كانون الأول / ديسمبر 2019  | إسبانيا        |              | الحزب الاشتراكي العمالي   |                | PES            |
| ماروش شيفوفيتش     |        | 1 كانون الأول / ديسمبر 2019  | سلوفاكيا       |              | الاتجاه ‏                  |                | PES            |
| فيرا جوروفا        |        | 1 كانون الأول / ديسمبر 2019  | جمهورية التشيك |              | أنو 2011                  |                | RE             |
| دوبرافكا زويكا     |        | 1 كانون الأول / ديسمبر 2019  | كرواتيا        |              | الاتحاد الديمقراطي        |                | EPP            |
| مارغريتيس شيناس    |        | 1 كانون الأول / ديسمبر 2019  | اليونان        |              | الديمقراطية الجديدة       |                | EPP            |